# Roman Kerschbaum
Roman Kerschbaum (Neunkirchen, 19 gennaio 1994) è un calciatore austriaco, centrocampista del Rapid Vienna.

## Caratteristiche tecniche
È un mediano.

## Carriera

### Club
Ha esordito il 22 luglio 2012 con la maglia del Norimberga II in occasione del match vinto 3-1 contro l'Eltersdorf.

### Nazionale
Ha giocato nella nazionale austriaca Under-19.

## Statistiche

### Presenze e reti nei club
Statistiche aggiornate al 14 agosto 2018.
| Stagione             | Squadra              | Campionato           | Campionato | Campionato | Coppe nazionali | Coppe nazionali | Coppe nazionali | Coppe continentali | Coppe continentali | Coppe continentali | Altre coppe | Altre coppe | Altre coppe | Totale | Totale | Totale |
| Stagione             | Squadra              | Comp                 | Pres       | Reti       | Comp            | Pres            | Reti            | Comp               | Pres               | Reti               | Comp        | Pres        | Reti        | Pres   | Reti   |        |
| -------------------- | -------------------- | -------------------- | ---------- | ---------- | --------------- | --------------- | --------------- | ------------------ | ------------------ | ------------------ | ----------- | ----------- | ----------- | ------ | ------ | ------ |
| 2012-2013            | Norimberga II        | RL                   | 17         | 0          |                 | -               | -               |                    | -                  | -                  |             | -           | -           | 17     | 0      |        |
| 2013-2014            | Norimberga II        | RL                   | 31         | 4          |                 | -               | -               |                    | -                  | -                  |             | -           | -           | 31     | 4      |        |
| 2014-2015            | Norimberga II        | RL                   | 18         | 3          |                 | -               | -               |                    | -                  | -                  |             | -           | -           | 18     | 3      |        |
| Totale Norimberga II | Totale Norimberga II | Totale Norimberga II | 66         | 7          |                 | -               | -               |                    | -                  | -                  |             | -           | -           | 66     | 7      |        |
| 2014-2015            | Grödig               | BL                   | 7          | 0          | CA              | 2               | 0               |                    | -                  | -                  |             | -           | -           | 9      | 0      |        |
| 2015-2016            | Grödig               | BL                   | 21         | 1          | CA              | 0               | 0               |                    | -                  | -                  |             | -           | -           | 21     | 1      |        |
| Totale Grödig        | Totale Grödig        | Totale Grödig        | 28         | 1          |                 | 2               | 0               |                    | -                  | -                  |             | -           | -           | 30     | 1      |        |
| 2016-2017            | Wacker Innsbruck     | 1L                   | 26         | 4          | CA              | 1               | 0               |                    | -                  | -                  |             | -           | -           | 27     | 4      |        |
| 2017-2018            | Wacker Innsbruck     | 1L                   | 33         | 2          | CA              | 3               | 2               |                    | -                  | -                  |             | -           | -           | 36     | 4      |        |
| 2018-2019            | Wacker Innsbruck     | BL                   | 3          | 0          | CA              | 0               | 0               |                    | -                  | -                  |             | -           | -           | 3      | 0      |        |
| Totale carriera      | Totale carriera      | Totale carriera      | 156        | 14         |                 | 6               | 2               |                    | -                  | -                  |             | -           | -           | 162    | 16     |        |